# 戴世然
戴世然（1951年—），台灣已退役田徑運動員，被譽為飛毛腿歌星、欄架王子。曾在亞洲田徑錦標賽獲得110公尺高欄、400公尺中欄兩面金牌。

## 簡歷
戴世然是新竹縣橫山鄉人，父親曾是鐵路局員工。就讀竹東初中（今竹東國中）時，開始接受田徑訓練。最初練習跳高與短跑，後來改練跨欄。初中畢業後就讀台北體專（今臺北市立大學天母校區）。1975年，他赴韓國漢城參加第二屆亞洲田徑錦標賽，獲得110公尺高欄、400公尺中欄兩面金牌。
1976年蒙特婁奧運會時再度入選為國手，但因時任加拿大總理杜魯道要求中華民國代表團以「台灣」隊名義參賽，遭中華民國政府拒絕，在溝通無效後中華民國代表團於7月16日宣佈退出比賽。戴世然失去參加奧運會的機會後，選擇加入演藝圈，曾參加過電影《黃埔軍魂》的演出。
其後因不適應演藝圈的環境而回到體壇，先赴日本中京大學進修，其後回母校（當時已改名臺北市立體育學院，今臺北市立大學天母校區）就讀研究所並獲得碩士學位，畢業後留校任教。現已退休。

## 演藝作品

### 戲劇
- 《黃埔軍魂》（1978年）

### 歌唱
- 《松柏長青》
- 《芳蹤何處》（1977年）